# Kepler-1638b
Kepler-1638b es un planeta extrasolar rocoso localizado en la zona habitable de su estrella, que forma parte de un sistema planetario formado por al menos un planeta. Orbita la estrella denominada Kepler-1638. Fue descubierto en el año 2016 por la sonda Kepler por medio de tránsito astronómico.
El planeta es una Super-Tierra, aproximadamente un 87% más grande que la Tierra y con una órbita de 259 días.